# Епархия Бисмарка
Епархия Бисмарка (лат. Dioecesis Bismarckiensis) — епархия Римско-Католической церкви с центром в городе Бисмарк, штат Северная Дакота, США. Епархия Бисмарка входит в митрополию Сент-Пола и Миннеаполиса. Кафедральным собором епархии Бисмарка является Собор Святого Духа.

## История
31 декабря 1909 года Святой Престол учредил епархию Бисмарка, выделив её из епархии Фарго.

## Ординарии епархии
- епископ Винсент Джон Баптист де Поль Верле[англ.], O.S.B. (09.04.1910 — 11.12.1939)
- епископ Винсент Джеймс Райан[англ.] (19.03.1940 — 10.11.1951)
- епископ Ламберт Энтони Хох[англ.] (23.01.1952 — 27.11.1956) — назначен епископом Су-Фолса
- епископ Хилари Бауманн Хакер[англ.] (29.12.1956 — 28.06.1982)
- епископ Джон Фрэнсис Кинни[англ.] (28.06.1982 — 09.05.1995) — назначен епископом Сент-Клауда
- епископ Пол Альберт Ципфель[англ.] (31.12.1996 — 19.10.2011)
- епископ Дэвид Деннис Каган[англ.] (с 19.10.2011)

## Источник
- Annuario Pontificio, Libreria Editrice Vaticana, Città del Vaticano, 2003, ISBN 88-209-7422-3